# Pixelpitch

Bemaßung des Pixelpitch verschiedener Masken von Bildschirmen.

Mit Pixelpitch (wörtlich "Bildelementabstand" von englisch pixel pitch = "picture element pitch") wird der Abstand der Pixel auf Bildsensoren oder Bildschirmen gemessen von Pixelmitte zu Pixelmitte bezeichnet. Bei der Verwendung von Farbsensoren oder Farbbildschirmen, die üblicherweise mit nebeneinanderliegenden leuchtenden Elementen in drei Primärfarben arbeiten, wird zur Unterscheidung häufig der Begriff "dot pitch" (englisch, wörtlich "Fleckabstand") verwendet, der den Abstand der Bildelemente repräsentiert, die die gesamte Farbinformation enthalten. Der Pixelpitch wird üblicherweise in horizontaler und vertikaler Richtung bestimmt und kann, in verschiedenen Richtungen gemessen, unterschiedliche Werte ergeben.

## Bildsensoren
Je geringer der Abstand der einzelnen Fotodioden zueinander auf einem Bildsensor ausfällt, desto höher ist bei gegebener Größe des Sensors die Bildauflösung.
Eine bei gleichbleibender Sensorgröße höhere Megapixel-Zahl wird somit durch eine geringere Lichtmenge je Pixel erkauft, wodurch sich bei gleichem Belichtungsindex der Aufwand der kamerainternen Signalverstärkung und Bildverarbeitung erhöht. Zusätzlich wird bei Digitalkameras durch eine geeignete Signalaufbereitung die subjektiv wahrgenommene Bildqualität verbessert. Dies geschieht zum Beispiel durch den Einsatz von Weichzeichnern und Konturverstärkern, die zwar das Bildrauschen reduzieren und den Schärfeeindruck verbessern können, jedoch das Auflösungsvermögen durch die Verringerung der Bildinformation verschlechtern.
Je kleiner der Pixelpitch, umso niedriger wird auch der Wert der kritischen Blende, also der Blendenzahl, oberhalb derer die registrierte Auflösung aufgrund von Beugungseffekten abnimmt. So schrumpft mit dem Pixelpitch der Blendenbereich, in dem einerseits Abbildungsfehler durch Abblenden reduziert werden, andererseits noch keine Beugungsunschärfe auftritt.
Bei einer Blendenzahl {\displaystyle k} von 2,0 und einer Lichtwellenlänge {\displaystyle \lambda } von 550 Nanometer (Empfindlichkeitsmaximum des menschlichen Auges im Grünen) beträgt der Durchmesser des Beugungsscheibchens bei einer Abbildung eines unendlich entfernten, scharfgestellten Punktes zum Beispiel 2,7 Mikrometer und bei einer Blendenzahl von 16,0 bereits 21 Mikrometer. Bei 6000 Bildpunkten in der Bildbreite müssten unter diesen beiden Bedingungen Bildsensoren mit einer Breite von etwa 16 Millimetern beziehungsweise 126 Millimetern verwendet werden. Bei der Verwendung von hochkorrigierten Objektiven mit sehr hohem optischem Auflösungsvermögen ist es zum Übertragen der hohen Informationsdichte ins digitalen Bild daher nicht hinreichend, Bildsensoren zu verwenden, die einen geringeren Abstand der Bildpunkte auf dem Sensor aufweisen, als sich durch die Größe des entsprechenden Beugungsscheibchens ergibt.